# Ketten der Vergangenheit
Ketten der Vergangenheit è un film del 1914. Il nome del regista non viene riportato. Il titolo si può tradurre in italiano Catene del passato.

## Produzione
Il film - girato nel 1913 - venne prodotto dalla Dekage-Film GmbH (Deutsche Kinematographen-Ges.) (Köln). Tutti e tre i protagonisti avevano cominciato da poco la loro carriera cinematografica.

### Il cast
- Mia May (1884-1980). Attrice austriaca che aveva cominciato a calcare le tavole di un palcoscenico già a cinque anni, qui era al suo terzo film. Sposata al regista e produttore Joe May, recitò spesso diretta dal marito.
- Lotte Neumann (1896-1977). Berlinese, l'attrice proveniva dal teatro. Aveva debuttato nel cinema due anni prima e questa è la sua quarta apparizione sullo schermo.
- Max Wogritsch (1880-1951). L'attore tedesco era al suo quinto film.

## Distribuzione
La pellicola uscì nelle sale cinematografiche tedesche nel 1914.